# カール・フリードリヒ (シュレースヴィヒ＝ホルシュタイン＝ゴットルプ公)
カール・フリードリヒ（デンマーク語: Karl Frederik、ドイツ語: Karl Friedrich、1700年4月30日 - 1739年6月18日）は、シュレースヴィヒ＝ホルシュタイン＝ゴットルプ公国の君主（在位：1702年 - 1739年）である。ホルシュタイン＝ゴットルプ家の当主であり、ロシア皇帝ピョートル3世の父にあたる。スウェーデン王フレドリク1世は従弟にあたる。

## 生涯

### 生い立ちと公位継承
カール・フリードリヒは、シュレースヴィヒ＝ホルシュタイン＝ゴットルプ公フレデリク4世と、スウェーデン王カール11世の娘ヘドヴィグ・ソフィアの一人息子として誕生した。2歳で父フレデリク4世を亡くし、公位を継承した。幼少期は摂政である母ヘドヴィグ・ソフィアとともにストックホルムで過ごし、公国の統治は叔父のクリスティアン・アウグストに委ねられた。

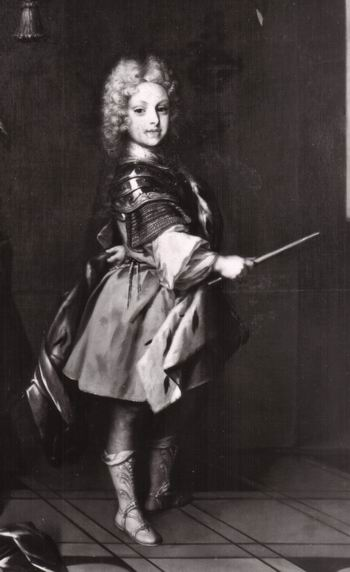
幼少期のカール・フリードリヒ

### 大北方戦争と領国の喪失
公位継承時は大北方戦争の最中であった。当初は1700年に締結されたトラヴェンタール条約により、領国の安全は保証されていた。しかし、1709年のポルタヴァの戦いでスウェーデンがロシアに敗れると、デンマークは反スウェーデン同盟に復帰した。デンマーク軍はカール・フリードリヒの領国に侵攻し、北部地域を征服した。この際、ホルシュタイン＝ゴットルプ公爵家の居城であるゴットルプ城もデンマークに奪われた。

### スウェーデン王位継承問題
1718年に母方の叔父であるスウェーデン王カール12世が死去すると、カール・フリードリヒは最近親の男子としてスウェーデン王位の相続人に推された。しかし、対抗馬であった叔母のウルリカ・エレオノーラが女王として即位したため、カール・フリードリヒはスウェーデンを離れ、その後ロシア帝国に移住した。
その後もスウェーデン国内のカール・フリードリヒ支持者であるホルシュタイン派は、彼を王位に就けるための運動を継続した。ホルシュタイン派は、子供のないウルリカ・エレオノーラ女王の死後にカール・フリードリヒを国王とすることを画策したが、カール・フリードリヒが叔母よりも早く亡くなったため、この構想は実現しなかった。

### フレデリクスボー条約とシュレースヴィヒの回復断念
1720年、スウェーデンとデンマーク＝ノルウェーはフレデリクスボー条約を締結した。この条約において、スウェーデンはホルシュタイン＝ゴットルプ公国に対する支援を打ち切ることを誓約した。カール・フリードリヒがこの和約に反対すると、スウェーデン政府は彼の態度を王位継承権を持ち出して反逆的なものと見なすようになった。この条約の締結により、カール・フリードリヒが領国の北部地域であるシュレースヴィヒを回復することは事実上不可能となった。
1762年、カール・フリードリヒの息子であるピョートル3世がロシア皇帝に即位すると、彼は父が失ったシュレースヴィヒを回復するため、ロシア軍を動員してデンマークとの戦争を準備した。しかし、妻である女帝エカチェリーナ2世のクーデターにより廃位されたため、その計画は実現しなかった。

### 結婚と後継者
1725年5月21日、ロシア皇帝ピョートル1世と皇后エカチェリーナ1世の娘であるアンナ・ペトロヴナと結婚した。夫妻の間には1人の息子が生まれた。
- カール・ペーター・ウルリヒ（1728年 - 1762年） - ロシア皇帝ピョートル3世

サンクトペテルブルク宮廷で近衛隊長及び最高枢密院議員を務めていたカール・フリードリヒは、1727年に姑のエカチェリーナ1世が死去すると、妻のアンナを後継のロシア女帝に即位させようと画策したが、これは実現しなかった。この計画は失敗に終わったものの、夫妻の一人息子が1762年にピョートル3世としてロシア帝位を継承することとなる。

### 死去
1739年6月18日、ザクセン地方の小村ロールフスハーゲンで死去した。